# Gram (Dania)
Gram – miasto w Danii, w regionie Dania Południowa, w gminie Haderslev.